# 近貂熊屬
近貂熊（学名：Plesiogulo），又称近狼獾，是一属已经灭绝的大型鼬科哺乳动物，广泛分布在新近纪的亚欧、非洲和北美大陆，与现代貂熊（Gulo gulo）有着十分密切的亲缘关系。

## 化石材料
近貂熊的化石材料在古北界甚为丰富，是三趾马动物群的重要组成物种，化石最初发现于中国华北。其模式种为短颚近貂熊（Plesiogulo brachygnachus），于1903年由德国古生物学家舒罗塞（Max Schlosser）率先描述并发表，但在当时被错误地认为是一种水獭。奥地利古生物学家师丹斯基（Otto Zdansky）研究后认为其与貂熊关系较近但也存在差异，建立了近貂熊属，其特征为：前几枚前臼齿较大，裂齿短于貂熊，上臼齿大、向前后扩展，内叶具后根突；下裂齿较长，基部较弱，下后尖或有或缺如。此后，在中国甘肃、陕西、山西、法国、印度、西伯利亚等地均有化石发现，并命名了多个新种，其中在山西保德县的一个地点出土了近30个头骨和20个颚骨，世所罕见。新北界亦有近貂熊化石出土，但不如古北界丰富，可见分布密度较低。一般认为近貂熊起源于中国，并在6百50万年前至7百万年前过渡到北美。:63—64

## 分类
目前通用的近貂熊属的分类系统是在师丹斯基的基础上补充而来的，共8种，其中古北界6种，新北界2种。 
- Plesiogulo botori Haile-Selassie, Hlusko & Howell, 2004[4]
- Plesiogulo brachygnachus Schlosser, 1903：即模式种，化石产自中国，为近貂熊中体型最小者。
- Plesiogulo marshalli (Martin, 1928)[4]
- Plesiogulo monspessulanus Viret, 1939：化石产自法国蒙彼利埃，为近貂熊中体型最大者。[4]
- Plesiogulo crassa Teilhard, 1945：中大型的近貂熊，化石分布极广，中国、西伯利亚、印度均有发现。[4]
- Plesiogulo lindsayi Harrison, 1981[4]
- Plesiogulo minor Teilhard, 1945：体型较小，特征为上臼齿成直角三角形，在中国甘肃庆阳有发现。
- Plesiogulo major Teilhard, 1945：体型较大，在中国山西榆次有发现。
- Plesiogulo praecocidens Kurtén, 1970：类似于P. minor，在中国山西保德有发现。[4]
- Plesiogulo marshalli Martin, 1928：化石产自美国德克萨斯州，体型较古北界的常见种P. crassa大些。
- Plesiogulo lindsayi Harrison, 1981：化石产自美国亚利桑那州，体型比P. marshalli更大。[3]:64—71

## 演化
近貂熊是目前已知与貂熊最接近的哺乳动物，一般认为由貂属（Martes）演化而来。近貂熊有多个演化分支，包括生活在干草原和森林草原上的不同类型，不同种之间的体型大小差距也很大。目前，学术界对于现代貂熊的起源有不同意见。师丹斯基在建立近貂熊属时对近貂熊是貂熊的直系祖先就持反对观点。芬兰学者比约恩·库尔滕（Björn Kurtén）明确提出了近貂熊向貂熊的演化路线（Plesiogulo crassa→Plesiogulo monspessulanus→Gulo schlosseri→Gulo gulo）。但中国学者徐晓风等认为在食肉目中貂熊的吻部较短且头骨的整体形态向猫科的极向发展，而近貂熊的吻部较长且头骨的整体形态向犬科的极向发展，因此两者仅为姐妹群。